# Spar dame (film fra 1960)
|  | For andre betydninger, se Spar Dame (flertydig) |
Spar Dame (russisk: Пиковая дама) er en sovjetisk spillefilm fra 1960 af Roman Tikhomirov.
Det er en filmatisering af Aleksandr Pusjkins novelle af samme navn.

## Medvirkende
- Oleg Strizjenov som Hermann
- Olga Krasina som Lisa
- Jelena Polevitskaja
- Vadim Medvedev som Tomskij
- Valentin Kulik som Jeletskij